# Почоваліштя
Почоваліштя (рум. Pociovaliștea) — село у повіті Горж в Румунії. Адміністративно підпорядковане місту Новач.
Село розташоване на відстані 209 км на північний захід від Бухареста, 31 км на північний схід від Тиргу-Жіу, 93 км на північ від Крайови.

## Населення
За даними перепису населення 2002 року у селі проживали 1399 осіб. Усі жителі села рідною мовою назвали румунську.
Національний склад населення села:
| Національність | Кількість осіб | Відсоток |
| -------------- | -------------- | -------- |
| румуни         | 1383           | 98,9%    |
| цигани         | 11             | 0,8%     |
| угорці         | 5              | 0,4%     |